# Robert Blum (político)
Robert Blum (Colonia, 10 de noviembre de 1807 - Brigittenau, cerca de Viena, 9 de noviembre de 1848) fue un político alemán de la época de la Revolución alemana de 1848-1849.
Descendiente de una familia socialmente desfavorecida, Blum completó su formación de manera autodidacta. Más tarde trabajó como artesano y mucho tiempo después como secretario del teatro de Leipzig. Asimismo, fue una figura líder del movimiento liberal y nacionalista católico alemán.
Fue diputado en el primer parlamento alemán elegido democráticamente como consecuencia de la revolución. Allí, como uno de los más destacados líderes demócratas, abogó por un modelo de constitución republicana para el proyectado Estado nacional alemán. Para ello, alternó tanto los compromisos con el ala izquierda de los liberales como el mantenimiento de una férrea línea demócrata. Durante la segunda fase de la revolución, Blum tomó parte en la insurrección vienesa de octubre de 1848, como uno más de los revolucionarios que defendían la ciudad frente a las tropas imperiales. Tras el fracaso y represión de dicho levantamiento, Robert Blum fue sometido a consejo de guerra y ejecutado.
La fecha de un evento que anuncia el triunfo de la reacción sobre la Primavera de los Pueblos, el 9 de noviembre de 1848, fue, por lo tanto, el primero de esos "Días fatídicos" que marcaron la historia alemana contemporánea (Schicksalstag).
- Datos: Q214977
- Multimedia: Robert Blum / Q214977